# Каракалпачка Аутономна Совјетска Социјалистичка Република
Каракалпачка Аутономна Совјетска Социјалистичка Република скраћено Каракалпачка АССР (каракалпачки:Қарақалпақстан Автономиялық Совет Социалистик Республикасы; узб. Қорақалпоғистон Автоном Совет Социалистик Республикаси; рус. Каракалпакская Автономная Советская Социалистическая Республика) била је аутономна република у саставу Совјетског Савеза. До 20. јула 1932. звала се Каракалпачка аутономна област. Дана 5. децембра 1936. премештена је из Руске СФСР у Узбечку ССР. Била је то једина АССР у совјетској централној Азији (иако су друге АССР постојале у региону пре стварања Каракалпачке АССР, као што су Таџичка АССР и Киргиска АССР, које су обе „надограђене“ у републике на нивоу савезних република 1929. односно 1936. године).
Главни град је био Нукус (до 1939. Турткул).
Према попису станиовништва у Совјетском Савезу из 1926. године Каракалпачка АССР је имала 304.539 становника од чега су Каракалпаци чинили 116.125 односно 38,13 одсто, а 1989. од укупно 1.212.207 становника на Каракалпаке је отпадало њих 397.826 односно 32,10 одсто.
Каракалпачка АССР је 14. децембра 1990. прогласила државни суверенитет над совјетским законима. Узбекистан је прогласио независност 31. августа 1991. након неуспелог пуча, док је Каракалпачка АССР преименована у и поново успостављена као Република Каракалпакија 21. децембра 1991. Совјетски Савез је распуштен 26. децембра 1991. године.
Нови устав је усвојен 8. децембра 1992, чиме је Каракалпакија постала аутономна република у саставу Узбекистана.